# Hirske
Hirske (ukrainsk: Гірське), eller Gorskoye (russisk: Горское) er en by i Sjevjerodonetsk rajon i Luhansk oblast (region) i Ukraine. 
I 2021 havde byen 9.274 indbyggere.

## Historie
Fra midten af april 2014 indtog pro-russiske separatister  flere byer i Donetsk oblast; herunder Hirske. Den 13. august 2014 sikrede ukrainske styrker angiveligt byen fra de prorussiske separatister.   Den 1. september 2014 blev den dog generobret igen.
Den 7. oktober 2014 foretog Verkhovna Rada for at lette styringen af Luhansk Oblast nogle ændringer i de administrative inddelinger, således at lokaliteterne i de regeringskontrollerede områder blev grupperet i distrikter. Især blev byerne Hirske og Zolote og bylignende bebyggelser i Nyzhnie og Toshkivka overført fra Pervomaisk Kommune til Popasna rajon.
Fra 23. juni 2022 er Hirske blevet placeret under de facto kontrol af Folkerepublikken Lugansk, efter at den blev indtaget af fremrykkende russiske og LPR-styrker (LPR: Luhansk People's Republic).

## Demografi
Sprog ifølge  den  Ukrainske folketælling 2001:
- Russisk  91.6%
- Ukrainsk  6.2%
- Hviderussisk  0.5%
- Moldovisk  (Rumænsk) 0,1 %